# Cornelius Johann Rudolph Ridel

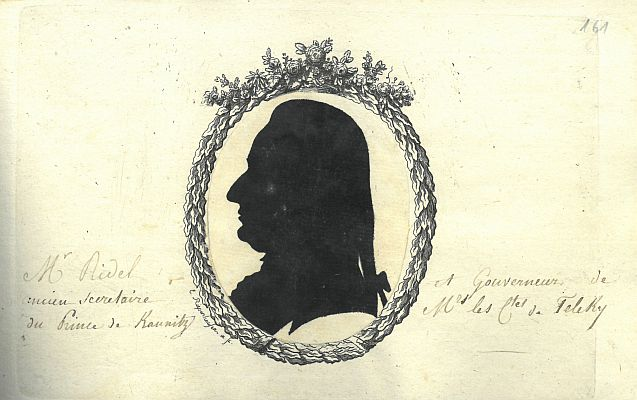
Schattenriss aus seiner Göttinger Zeit als Hofmeister der Grafen Teleki

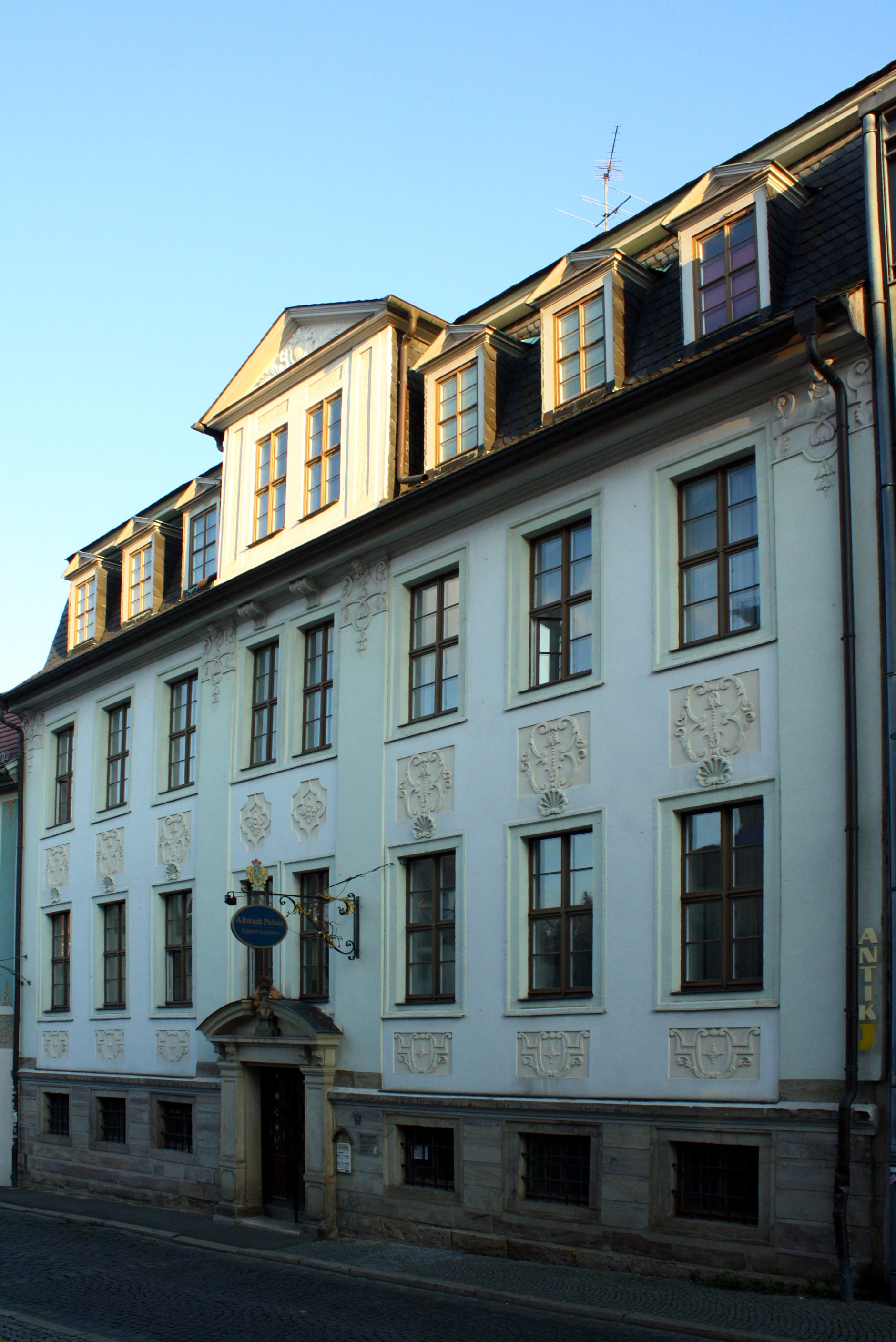
Haus mit der Palme, Wohnhaus Ridels

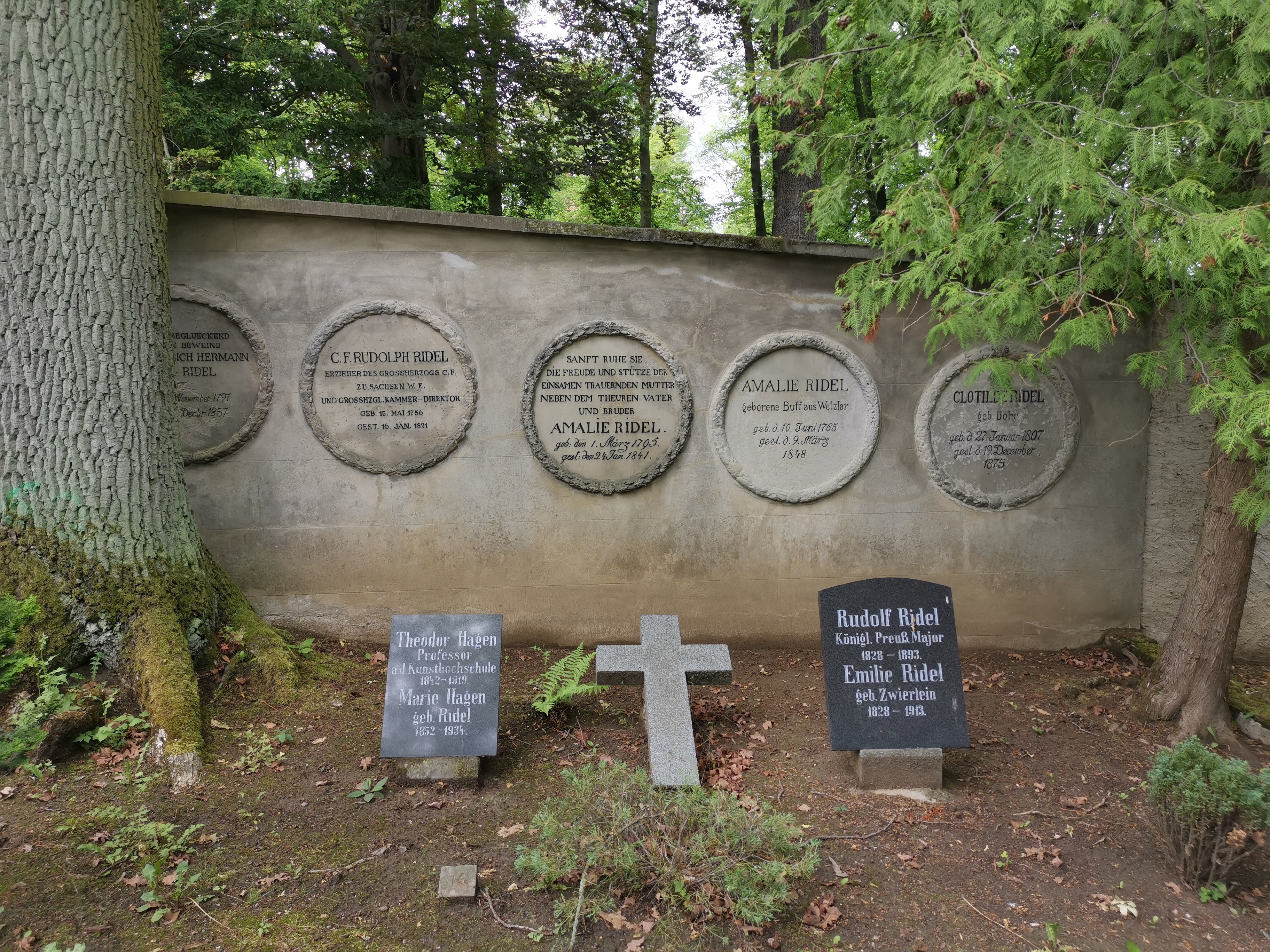
Grabstelle der Familie Ridel

Cornelius Johann Rudolph Ridel (geb. 25. Mai 1759 in Hamburg; gest. 16. Januar 1821 in Weimar) war ein deutscher Jurist.

## Biographie
Als junger Lizenziat der Recht erschien Ridel in Weimar, der von Johann Christian Kestner an Goethe empfohlen wurde. Der Sohn eines Hamburger Senators studierte 1779–1783 in Göttingen Jura und Philosophie und war Praktikant am Reichskammergericht in Wetzlar, wie lange vorher Kestner und Goethe auch. Zunächst kehrte Ridel nach Hamburg zurück, wo er als Rechtsanwalt praktizierte. Seine berufliche Laufbahn endete 1785, als er die Stelle als Hofmeister in Göttingen antrat. Ridel machte offenbar auf Goethe einen guten Eindruck, sodass die Folge war, dass der Herzog Carl August (Sachsen-Weimar-Eisenach) dem jungen Hamburger Juristen vorschlagen ließ als Erzieher des Erbprinzen Carl Friedrich (Sachsen-Weimar-Eisenach) dessen Erziehung zu leiten. Ridel übernahm 1787 dieses Amt, das er bis 1799 innehatte. Danach wechselte Ridel in die sachsen-weimarische Kammerverwaltung, in der er bereits Sitz und Stimme hatte. Schließlich wurde er deren Direktor. Als Geheimer Kammerrat stand Ridel auch dem Kammerbauwesen vor.
Ridel bewohnte das Haus mit der Palme. Verheiratet war er seit 1791 mit Amalie Kestner, der jüngsten Schwester von Charlotte Kestner, die wiederum im Briefroman Die Leiden des jungen Werther eine Rolle spielte. 1816 kam Charlotte zu Besuch nach Weimar. Der Besuch galt nicht Goethe, sondern ihrer Schwester. Thomas Mann verarbeitete diesen Besuch in seinem Roman Lotte in Weimar. Ridel kannte Amalie Kestner bereits seit seiner Zeit am Reichskammergericht.
Zum inneren Kreis Goethes gehörte Ridel nicht, doch konnte er sich des Wohlwollens des Geheimrats sicher sein. Goethe letztlich hatte seine Anstellung in Weimar durchgesetzt. Ridel war nicht nur Mitglied der Freimaurerloge Anna Amalia zu den drei Rosen, sondern von 1810 bis 1818 Meister vom Stuhl. Er war darin Nachfolger von Friedrich Justin Bertuch. Allerdings wurde Ridel 1783 in Hamburg auch Illuminat.
Seine Grabstelle befindet sich im Historischen Friedhof in Weimar. Diese Grabstelle ist auch die des Malers der Weimarer Malerschule Theodor Hagen dessen Frau Marie Hagen eine geborene Ridel war.

## Werke
- Cornelius Johann Rudolph Ridel: Bekanntmachung für gerechte und vollkomne Freimaurerlogen, Weimar : Loge Amalia, 1815.